# Kniphofia leucocephala
Kniphofia leucocephala är en grästrädsväxtart som beskrevs av Baijnath. Kniphofia leucocephala ingår i Fackelliljesläktet som ingår i familjen grästrädsväxter.
Artens utbredningsområde är KwaZulu-Natal. Inga underarter finns listade i Catalogue of Life.